# 冰見車站
冰見站（日语：／ Himi eki */?）是位於日本富山縣冰見市的車站，為冰見線的終點站。

## 歷史

### 興建背景
在1911年期間，於富山縣一帶經營的鐵道公司中越鐵道打算在冰見町設置電車用停車場，最初中越鐵道與冰見郡役所相討時，協商出把停車場設置於湊川西岸的朝日町；不過此提案隨後被民眾反對抗議無法成行，同時也引伸出種種有關徵地的問題，後來中越鐵道把停車場改置於伊勢町，並於1912年9月19日落成啟用。
可是，停車場開業後卻引發雙方新一輪的紛爭。冰見郡役所認為伊勢町上的停車場只是屬臨時性質，但中越鐵路一方則認為是永久設置。冰見郡役所認為中越鐵路違反雙方訂下的協議，要求將土地歸還及作出賠償。事件越鬧越大，最終要由時任富山縣知事濱田恆之助出面調停，最終在1915年，郡役所及郡議會均確認在伊勢町的停車場為永久設備，而中越鐵道亦願意為停車場進行擴建及改善工程，並退回半數的補助金，才最終解決了整件事。

### 年表
- 1912年9月19日：中越鐵道由島尾站延伸至此，開業，並成為新的終點站[3][5][6]，辦理客運及貨運服務。
- 1915年2月19日：進行擴建工程[3]。
- 1920年9月1日：中越鐵道國有化，改為鐵道省管理，伏木站～冰見站一段路線改為國鐵「冰見輕便線」，並營辦客運、手提行李、手提貨物及貨運事宜[7]。
- 1922年：

- 4月11日：刊憲興建本站～羽咋之間的鐵路（即後來稱為「冰羽線」）。
- 9月2日：因應輕便鐵道法被廢除，「冰見輕便線」改稱為「冰見線」。

## 架構
冰見車站屬於具有一個港灣式月台、兩條線路的地面車站，但現今月台的2號線並沒有列車進出，僅使用1號線讓冰見線的列車停靠。
在站台旁的鐵道上有著列車折返用的機走線，以及用來讓列車轉換方向的調車轉盤。

## 利用人數
| 推算乘車人員 | 推算乘車人員 | 推算乘車人員 |
| 年度         | 1日平均人數  |              |
| ------------ | ------------ | ------------ |
| 1995年       | 1,460        |              |
| 1996年       | 1,434        |              |
| 1997年       | 1,316        |              |
| 1998年       | 1,231        |              |
| 1999年       | 1,133        |              |
| 2000年       | 1,108        |              |
| 2001年       | 1,021        |              |
| 2002年       | 953          |              |
| 2003年       | 889          |              |
| 2004年       | 870          |              |
| 2005年       | 814          |              |
| 2006年       | 812          |              |
| 2007年       | 771          |              |
| 2008年       | 745          |              |
| 2009年       | 764          |              |
| 2010年       | 768          |              |
| 2011年       | 812          |              |
| 2012年       | 798          |              |
| 2013年       | 814          |              |
| 2014年       | 769          |              |
| 2015年       | 843          |              |
| 2016年       | 853          |              |
| 2017年       | 819          |              |
| 2018年       | 819          |              |

## 相鄰車站
西日本旅客鐵道
■冰見線
■觀光列車「瑰麗山海號」
雨晴 － 冰見
■普通
島尾 － 冰見

## 外部連結
- JR西日本的冰見車站介紹（页面存档备份，存于）（日語）